# Akhiok (Alasca)
Akhiok é uma cidade localizada no estado americano de Alasca, no Distrito de Kodiak Island.

## Demografia
Segundo o censo americano de 2000, a sua população era de 80 habitantes.
Em 2006, foi estimada uma população de 73, um decréscimo de 7 (-8.8%).

## Geografia
De acordo com o United States Census Bureau, a localidade tem uma área de 27,0 km², dos quais 20,6 km² cobertos por terra e 6,4 km² cobertos por água.

## Localidades na vizinhança
O diagrama seguinte representa as localidades num raio de 136 km ao redor de Akhiok.